# Pisky (obwód doniecki)
Pisky (ukr. Піски) – osiedle na Ukrainie, w obwodzie donieckim, w rejonie pokrowskim. W 2001 liczyło 2160 mieszkańców, spośród których 474 posługiwało się językiem ukraińskim, 1672 rosyjskim, 1 bułgarskim, 9 innym, a 4 się nie zdeklarowało.